# Raïon d'Ardatov (oblast de Nijni Novgorod)
Ne doit pas être confondu avec le raïon d'Ardatov en Mordovie
Le raïon d’Ardatov (Ардатовский район) est une entité territoriale administrative de Russie de forme arrondissement (raïon) située dans l'oblast de Nijni Novgorod. Il correspond à l'okroug municipal du même nom. Son siège administratif est le village de Ardatov.